# Lermontow (Stadt)
Lermontow (russisch Лермонтов) ist eine Stadt mit 22.541 Einwohnern (Stand 14. Oktober 2010) in der nordkaukasischen Region Stawropol in Russland.

## Lage
Die Stadt liegt im Kaukasusvorland im südlichen Teil der Region Stawropol, inmitten der Landschaft der Kaukasischen Mineralwässer. Die Entfernung zur Regionshauptstadt Stawropol beträgt knapp 200 Kilometer. In der näheren Umgebung von Lermontow befinden sich die Kurstädte Schelesnowodsk, Pjatigorsk und Jessentuki sowie die Siedlung städtischen Typs Inosemzewo.

## Geschichte
Die Stadt wurde 1953 gegründet und war ursprünglich eine Arbeitersiedlung, die zu einer nahe erschlossenen Lagerstätte des Uranerzes gehörte. Trotz der Nähe des Ortes zu den Kurstädten des Nordkaukasus und ihren Mineralwasserquellen gilt sie selbst nicht als Kurort.
1956 erhielt die Siedlung den Stadtstatus und den Namen Lermontowski, der 1967 in den heutigen Namen Lermontow geändert wurde. Dieser wurde zu Ehren des Dichters Michail Lermontow gewählt, der in dieser Gegend lange Zeit verbracht hatte und 1841 im nahe gelegenen Pjatigorsk zu Tode kam.

### Bevölkerungsentwicklung
| Jahr | Einwohner |
| ---- | --------- |
| 1959 | 10.926    |
| 1970 | 15.063    |
| 1979 | 18.785    |
| 1989 | 20.772    |
| 2002 | 22.964    |
| 2010 | 22.541    |

Anmerkung: Volkszählungsdaten

## Wirtschaft und Verkehr
Heute gilt Lermontow als bedeutender Industriestandort der südlichen Stawropoler Region, unter anderem mit Betrieben der Mikroelektronik, der Elektromechanik und der Leichtindustrie. Insgesamt gibt es in der Stadt etwas über 150 verschiedene Unternehmen.
Zusammen mit den benachbarten Städten ist Lermontow an die Automagistrale M29 angeschlossen. Ebenso verfügt es über einen Regionalbahnhof mit Anbindung an das nordkaukasische Eisenbahnnetz. Der nächste Verkehrsflughafen befindet sich rund 20 km entfernt in Mineralnyje Wody.